# Верхні Дуплі
Верхні Дуплі (рос. Верхние Дупли) — присілок в Опочецькому районі Псковської області Російської Федерації.
Населення становить 22 особи. Входить до складу муніципального утворення Болгатовська волость.

## Історія
Від 2015 року входить до складу муніципального утворення Болгатовська волость.

## Населення
| 2001 | 2002 | 2010 | 2013 | 2014 | 2015 | 2016 |
| ---- | ---- | ---- | ---- | ---- | ---- | ---- |
| 24   | ↘18  | ↘9   | ↗17  | ↘16  | ↗17  | ↗22  |